# Macoma lipara
Macoma lipara är en musselart som beskrevs av Dall 1916. Macoma lipara ingår i släktet Macoma och familjen Tellinidae. Inga underarter finns listade i Catalogue of Life.